# Chiến lược chuỗi đảo

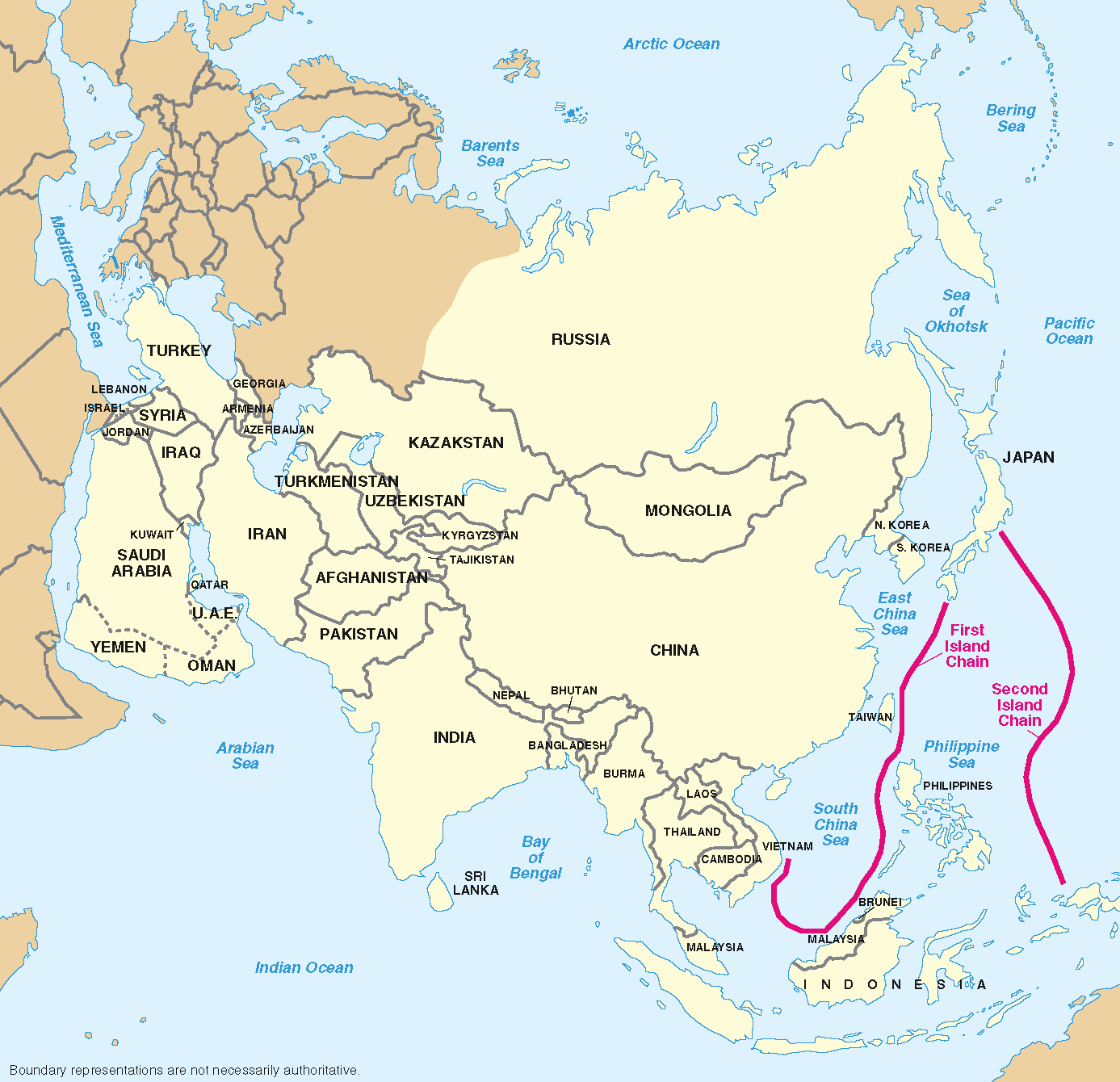
Chuỗi đảo đầu tiên và thứ hai

Chiến lược Chuỗi đảo là một chiến lược được đề cập bởi nhà bình luận chính sách đối ngoại Mỹ John Foster Dulles vào năm 1951 trong thời gian Chiến tranh Triều Tiên. Đó là chiến lược vây xung quanh Liên Xô và Trung Quốc bằng đường biển. Khái niệm chuỗi đảo không phải chủ đề chính trong chính sách của Mỹ. Tuy nhiên, nó đã trở thành một định kiến lớn của các nhà phân tích an ninh Trung Quốc cho đến ngày nay. Khái niệm này làm tăng nỗi lo sợ của Trung Quốc rằng họ sẽ bị bao vây bởi các lực lượng Mỹ, nhấn mạnh tầm quan trọng về mặt địa lý và chiến lược của Đài Loan. Nỗi lo đó giúp hình thành các lựa chọn chiến lược hải quân của Trung Quốc, cũng như đóng một vai trò trong chính sách kinh tế.
Trong các tác phẩm của Trung Quốc, Chiến lược Chuỗi đảo được chia thành 3 phần, cụ thể là chuỗi đảo đầu tiên, chuỗi đảo thứ hai và chuỗi đảo thứ ba.

## Chuỗi đảo đầu tiên
Chuỗi đảo đầu tiên bắt đầu tại quần đảo Kuril, và kết thúc ở Borneo và phần phía bắc của Philippines. Đây là chuỗi đầu tiên ngăn chặn các nước xã hội chủ nghĩa thân cận với Liên Xô, sau khi Liên Xô sụp đổ thì chuỗi đó tập trung vào Trung Quốc. Phần quan trọng của chuỗi đầu tiên là Đài Loan.
Bởi vì chuỗi đảo được xây dựng từ một loạt các vùng đất, nó còn được gọi là "tàu sân bay không thể chìm", một ví dụ của đảo Đài Loan.

## Chuỗi đảo thứ hai
Chuỗi đảo thứ hai có thể có hai cách giải thích khác nhau, nhưng cách thường được sử dụng nhiều nhất là chuỗi đảo từ quần đảo Ogasawara và quần đảo Volcano của Nhật Bản đến quần đảo Mariana là lãnh thổ của Hoa Kỳ.
Vì nó nằm ở phần giữa của Thái Bình Dương, nó hoạt động như một tuyến phòng thủ chiến lược thứ hai của Hoa Kỳ.

## Chuỗi đảo thứ ba
Chuỗi đảo thứ ba là phần cuối cùng của chiến lược. Chuỗi đảo bắt đầu tại quần đảo Aleutian, và kết thúc ở châu Đại Dương. Phần quan trọng của chuỗi đảo thứ ba sẽ là vị trí quần đảo Hawaii của Hoa Kỳ.

## Mục tiêu và sự kiện
Mục tiêu chính của học thuyết là Liên Xô; tuy nhiên, các mục tiêu bổ sung cũng bao gồm Cộng hòa Nhân dân Trung Hoa và Việt Nam. Sau khi Liên Xô sụp đổ vào năm 1991, Trung Quốc nhanh chóng trở thành mục tiêu chính của học thuyết.